# Hiperbolă

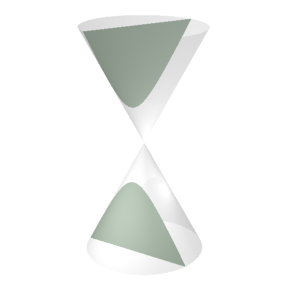
Cele două ramuri distincte ale unei hiperbole, în imagine una sus și una jos.

Hiperbola (din greacă ὑπερβολή, "aruncat peste") este o curbă plană din familia conicelor (numită adeseori conică deschisă), ce poate fi definită echivalent în oricare din următoarele moduri:

## Definiții echivalente
- locul geometric al punctelor dintr-un plan pentru care diferența distanțelor față de două puncte fixe, numite focare, este constantă;
- mulțimea punctelor din plan cu coordonate carteziene {\displaystyle (x,y)} ce satisfac o ecuație de gradul 2 cu 2 variabile de forma {\displaystyle ax^{2}+bxy+cy^{2}+dx+ey+f=0,\,}  în care {\displaystyle b^{2}>4ac};
- intersecția unui con (considerat inclusiv prelungirea lui de cealaltă parte a vârfului) cu un plan ce taie ambele părți ale conului (de-o parte și de alta a vârfului).

Orice hiperbolă este formată din două părți neconectate, numite ramurile hiperbolei. Fiecare ramură este o curbă deschisă infinită. Fiecare ramură admite două asimptote.

## Reprezentare algebrică
Unei hiperbole îi corespunde o expresie algebrică fracție rațională cu numitorul binom liniar și numărător constant.

## Proprietăți
Hiperbola e o curbă cu rază de curbură variabilă. Raza de curbură se exprimă funcție de unghiul la centru și excentricitate în coordonate polare.
Relativ la reperul raportat la focar,
{\displaystyle \qquad r(\theta )={\frac {p}{1+e\cos \theta }}\qquad \theta \in \mathbb {R} }

## Utilizare pentru reprezentarea unor procese
Hiperbolele echilatere într-un sistem de coordonate Clapeyron descriu procese termodinamice izoterme.
Transformările adiabatice sunt reprezentate prin hiperbole neechilatere, cu pante mai abrupte decât în cazul izotermelor.